# Município de Wittenburg (condado de Alexander, Carolina do Norte)
O município de Wittenburg (em inglês: Wittenburg Township) é um localização localizado no  condado de Alexander no estado estadounidense da Carolina do Norte. No ano 2010 tinha uma população de 10.075 habitantes.

## Geografia
O município de Wittenburg encontra-se localizado nas coordenadas 35° 50′ 28,72″ N, 81° 16′ 35,77″ O.